# Östersidan

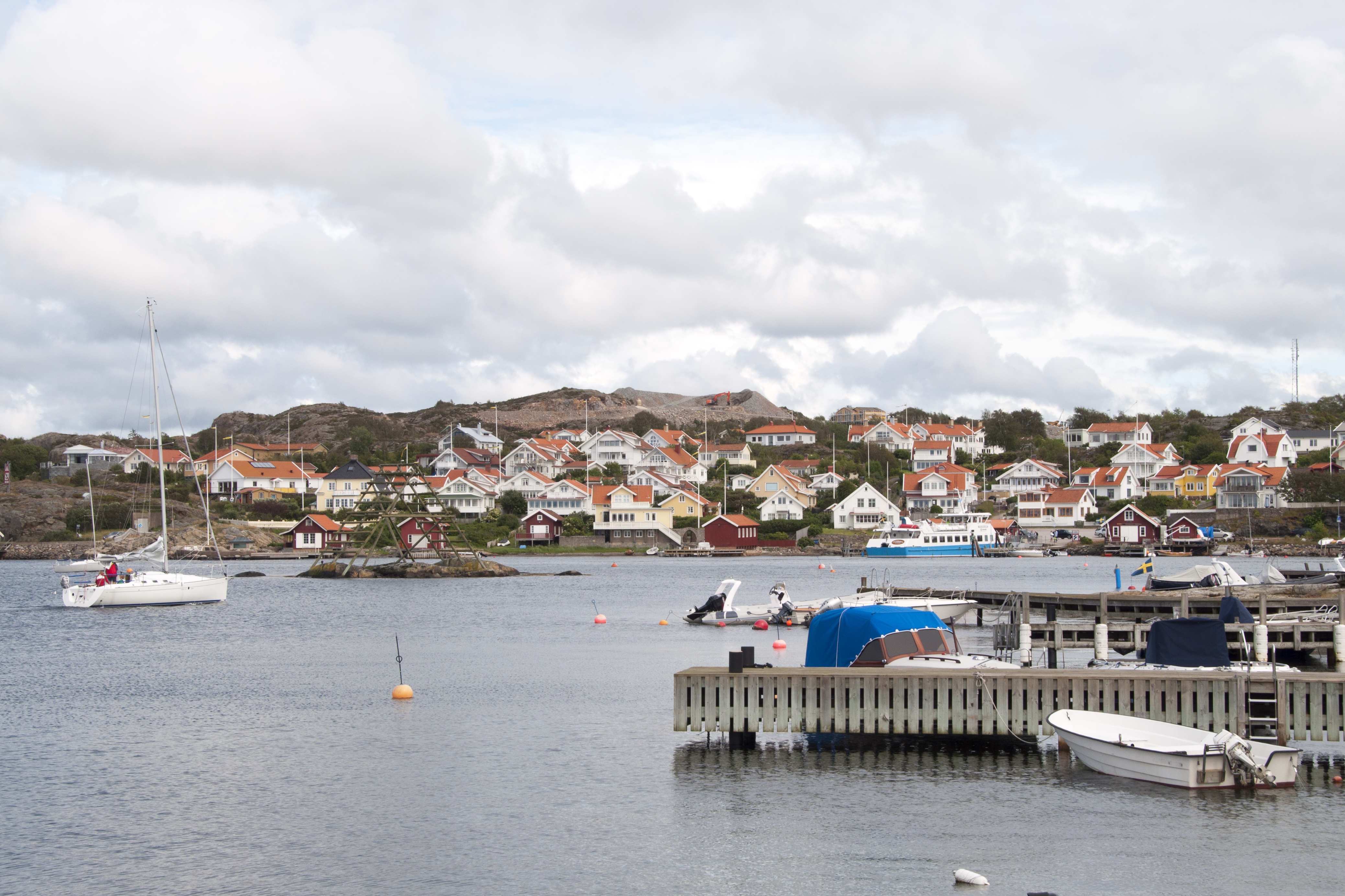
Östersidan

Östersidan är en ort och ett fiskeläge i Lysekils kommun, Bohuslän, i närheten av Fiskebäckskil. 

## Historia
Östersidan var och är beläget i Skaftö socken och orten ingick efter kommunreformen 1862 i Skaftö landskommun. I denna inrättades för orten 30 augusti 1912 Östersidans municipalsamhälle som upplöstes 31 december 1957. Fram till 2015 räknades bebyggelsen till tätorten Fiskebäckskil, för att däreftet räknas  till småorten Evensås.